# Дюрдьош
Дюрдьош (словац. Ďurďoš) — село в Словаччині, у Врановському окрузі Пряшівського краю. Розташоване в північно-східній частині Словаччини в південній частині Низьких Бескидів в долині річки Топлі.
Уперше згадується у 1363 році.

## Пам'ятки
У селі є греко-католицька церква Вознесіння Господа в стилі бароко-класицизму (1781).

## Населення
| Рік:            | 1994. | 2004. | 2014.    | 2024.   |
| --------------- | ----- | ----- | -------- | ------- |
| Кількість осіб: | 188   | 235   | 267      | 285     |
| Різниця:        |       | +25 % | +13,61 % | +6,74 % |

| Рік:            | 2023. | 2024.   |
| --------------- | ----- | ------- |
| Кількість осіб: | 265   | 285     |
| Різниця:        |       | +7,54 % |

У селі проживає 234 осіб.
Національний склад населення (за даними перепису 2001 року):
- словаки — 93,01%
- цигани — 6,99%

Склад населення за приналежністю до релігії станом на 2001 рік:
- греко-католики — 66,38%,
- протестанти — 14,85%,
- римо-католики — 13,10%,
- не вважають себе віруючими або не належать до жодної вищезгаданої церкви- 3,93%